# Pattie Mallette
Patricia Elizabeth Mallette (Stratford, Ontario, 2 de abril de 1975), más conocida como Pattie Mallette, es una autora y productora de cine canadiense. Es madre del cantante Justin Bieber.

## Vida personal

### Infancia
Mallette nació el 2 de abril de 1975 en Stratford, Ontario de ascendencia franco-canadiense hija de Michael y Diane Mallette (de soltera Henry). Tiene un hermano mayor llamado Chris. Tuvo otra hermana mayor que falleció a los cinco años, tras ser atropellada por un vehículo en la calle.
Mallete ha compartido que su infancia estuvo marcada por experiencias de abuso sexual y violencia, revelando que fue víctima de abuso sexual por primera vez cuando apenas tenía alrededor de tres años de edad. Los responsables de estos abusos incluyeron a su niñero, el abuelo de uno de sus amigos y niños del vecindario que mostraban una madurez inapropiada para su edad.
En el libro se detalla el abuso sexual persistió hasta los 14 años, seguido por un incidente relacionado con una violación durante una cita a los 15 años.Al abordar el tema del abuso y violencia, ella compartió: «Experimenté violación en múltiples ocasiones, y con el transcurso de los años, esta terrible realidad se convirtió en algo cotidiano. Es una relación extraña, reconocer que algo está mal pero al mismo tiempo sentirlo como algo familiar y común».

### Adolescencia
Cuando era niña, Mallette mostró un interés en actuar y cantar. A los 9 años, comenzó a aparecer en programas de televisión locales, incluyendo Romper Room y Big Top Talent, un concurso de cocina para niños organizado por Corey Mystyshyn. A los 10  años, fue seleccionada para actuar en dos obras de teatro en el Festival de Stratford, un evento que atrae a más de medio millón de turistas a la ciudad cada año. Durante la escuela secundaria, tomó clases de teatro, coro y también dedicó siete años al baile. Ganó numerosos trofeos y premios por su talento en canto y actuación, lo que la llevó a firmar con un agente de talentos en Toronto. Sin embargo, asistir a las audiciones significaba viajar una hora y media a Toronto cada fin de semana, algo que sus padres no podían comprometerse a hacer. Esta situación dejó devastada a Mallette.
A los 14 años, empezó a consumir drogas como alcohol, marihuana y LSD. Además, se involucró en actos delictivos como robos en tiendas y causó daños a la propiedad escolar, incluyendo un incendio en un baño, lo que resultó en su suspensión de la escuela.  Cuando tenía 15 años comenzó una relación con Jeremy Bieber, que duró cuatro años. A los 16 años, dejó su hogar y se sostuvo económicamente mediante pequeños robos y participando en el tráfico de drogas. En ese período, enfrentó la soledad, la depresión y pensamientos suicidas. A los 17 años, intentó quitarse la vida arrojándose delante de un camión, lo que la llevó a ser internada en una institución mental por un tiempo. Durante su estadía allí, se acercó al cristianismo.
Tras salir del hospital, Mallette reconectó con las amistades que había perdido y retomó su relación anterior con Bieber. Seis meses después, quedó embarazada y decidió trasladarse a un hogar para madres solteras. El 1 de marzo de 1994, a los 18 años de edad, Mallette dio a luz a su hijo, Justin, en London, Ontario. A pesar de que Mallette y Bieber mantuvieron una relación al principio después del nacimiento de su hijo, la pareja se separó tras diez meses. Sin embargo, Mallette mantiene una buena relación con él.

## Carrera profesional

### Música
Mallette alentó el talento de su hijo desde que mostró interés por la música a los 2 años, brindándole un constante apoyo. En 2007, inscribió a Justin en el Stratford Star, un concurso de talentos local, donde interpretó la canción de Ne-Yo, «So Sick», obteniendo el segundo lugar. Mallette decidió compartir un vídeo de esa presentación en YouTube para que su familia y amigos lo vieran. Posteriormente, continuó subiendo vídeos de las actuaciones siguientes de Justin, observando cómo la popularidad en línea de su hijo crecía constantemente.

### Escritura
En septiembre de 2012, la editorial Revell, perteneciente a Baker Publishing Group, lanzó su autobiografía titulada Nowhere But Up. En la primera semana tras su publicación, el libro alcanzó el puesto n.°17 en la lista The New York Times Best Seller.

## Filmografía

### Apariciones en televisión
- 2011: Biebermania!
- 2011: Justin Bieber: Never Say Never
- 2012: The Today Show
- 2012: Weekend Today
- 2012: Huckabee
- 2012: The Hour
- 2013: Justin Bieber's Believe
- 2015: Comedy Central Roast of Justin Bieber

### Producción de cine
- 2011: Crescendo[20]
- 2012: To Write Love on Her Arms[21]

## Obras publicadas
- Mallette, Pattie; and A.J. Gregory (2012). Nowhere but Up: the Story of Justin Bieber's Mom, Revell, 220 pages. ISBN 978-0800721893